# Щербинин, Евдоким Алексеевич
Евдоки́м Алексе́евич Щерби́нин (1728—1783) — генерал-аншеф, губернатор Слободско-Украинской губернии (1765—75), сенатор, генерал-губернатор Орловского (1778), Смоленского (1778—79), Воронежского (1779—81) наместничеств, создатель и первый генерал-губернатор Харьковского наместничества (1780-83). Дед Дениса Давыдова.

## Биография
Представитель дворянского рода Щербининых. Воспитывался дома. В качестве главы Комиссии о Слободских полках (1763-65) отвечал за введение на малороссийских землях губернского деления и за демонтаж казацкого полкового устройства. Руководил организацией Нижнеднепровской укреплённой линии.

### Щербинин в Харькове
18 января 1765 года указом Екатерины II была учреждена Слободско-Украинская губерния, а 6 июля дана инструкция губернатору и провинциальным канцеляриям, по которой слободские полки переименовывались в гусарские с сохранением им прежних их названий, полковые города — в провинциальные, а другие — в комиссарские и воеводские. Евдоким Щербинин гвардии секунд-майор назначен первым губернатором образовавшейся губернии.
Историк Д. Багалей пишет, что в харьковских церквях не было проповедей до тех пор, пока об этом не позаботился энергичный представитель администрации Щербинин. Харьковский губернатор писал епископу Самуилу в 1769 году::

Пятый год течёт, как город Харьков сделан губернским, однако же все это время в высокоторжественные, господние, богородичные и храмовые праздники не слыхать было ни единожды проповеднического гласа …

Епископ Самуил поступил во всем согласно ходатайству губернатора начальства. Разделил Харьковскую протопопию на две — Харьковскую и Валковскую. Согласно требованию губернатора, велено было «учинить расположение для высокоторжественных дней, кому, когда, в каком порядке и сколько в год говорить проповедей» и присылать его ежегодно на утверждение преосвященному; для остальных же праздников назначать проповедников, с тем, чтобы он прочитывал и исправлял их до произнесения в церкви.
Участвовал в дипломатическом оформлении результатов побед русского оружия в Крыму. В городе Карасубазар (ныне Белогорск) был подготовлен Карасубазарский трактат — договор между Российской империей и Крымским ханством, подписанный 1 ноября 1772 года. Его подписали с российской стороны князь В. М. Долгоруков-Крымский и генерал-поручик Е. А. Щербинин, с крымской — новоизбранный при поддержке России хан Сахиб II Герай. Крым объявлялся независимым от Османской империи ханством под покровительством России.

#### Водочный откуп
Щербинин, являясь должностным лицом (губернатором) и находясь на государственной службе («при власти»), являлся на подведомственной ему территории всего Харьковского наместничества самым крупным поставщиком («подрядчиком») «вина» (тогда так называлась водка) в непривилегированные города и селения — то есть населённые пункты, не имевшие привилегии винокурения от государства — возможности самим производить спиртное.
Так, с 1779 по 1783 год он поставлял ежегодно 1971 ведро (по 12,3 литра) водки в Чугуев и 625 вёдер в Старый Салтов, всего 2596 вёдер в год, по цене 64 копейки за чугуевское ведро и 68 копеек — за салтовское.
Таким образом, за данные 5 лет (1779—1783) Щербинин продал более 150 тысяч литров водки.
Кроме него, поставщиками водки во всём наместничестве были всего шестеро: майоры Дмитрий Шишов, Василий Лосев и Григорий Шидловский, войсковой товарищ Андрей Левченко, подпоручик Афанасий Ратицев и асессор Фёдор Шегаров.
В отправленном в столицу отчёте по Харьковскому наместничеству за 1781 год губернатора Щербинина, подписанном Щербининым, главным поставщиком водки на управляемой Щербининым территории является «генерал-порутчик и кавалер Щербинин» же.

## Память

Памятник Е. А. Щербинину в Харькове.

В Харькове 20 августа 2004 года слева от парадного входа в здание Харьковского областного совета на улице Сумской, 60, был установлен памятник первому харьковскому губернатору Е. Щербинину. 30 августа 2022 года памятник, согласно одной версии, "демонтирован из-за повреждений, полученных в ходе боевых действий", согласно другой - в ночь на 29 августа 2022 г. уничтожен украинскими националистами, при том, что администрация Харькова не давала разрешения на демонтаж памятника. 

## Семья
Сыновья:
- Андрей (1735—?) — бригадир, с 1775 г. муж дочери княгини Е. Р. Дашковой Анастасии Михайловны(1760—19.06.1831).
- Сергей — подпоручик гвардии Измайловского полка, смертельно ранен турецкой картечью 18 июня 1773 года под г. Силистрией

Дочери:
- Елена Евдокимовна — жена бригадира и действительного статского советника Василия Денисовича Давыдова (1747—1808). У них дети:
  - Денис (1784—1839), поэт-партизан;
  - Евдоким (1786—1842), генерал-майор;
  - Лев (1792—1848), генерал-майор;
  - Александра, жена сенатора Д. Н. Бегичева (1786—1855).
- Екатерина Евдокимовна — жена бригадира Петра Петровича Бибикова (1760—25.11.1806[5]), мать Ивана Петровича (1787—1856; жандармский полковник, впоследствии — действительный статский советник).